# 克里斯蒂安·基伏
克里斯蒂安·欧金·基伏（羅馬尼亞語：Cristian Eugen Chivu，發音：[kristiˈan e.uˈdʒen ˈkivu]；1980年10月26日—），是一位已退役的羅馬尼亞足球運動員，司職後衛，擅長擔任左閘、左翼衞及中堅，並且擅長處理罰球。齐沃於2010年成為意大利足球俱乐部國際米蘭三冠王主要奪冠成員之一。

## 球會生涯

### 早年時期
少年時的捷禾效力第一間球會為國內的CSM雷希察（CSM Reşiţa），時為1997年；翌年轉會到另一家球會克拉约瓦大学（Universitatea Craiova），當時他出眾的表現吸引不少球會招來。1999年，他獲得荷蘭豪门阿積士邀請加盟。

### 阿積士
在阿積士初期捷禾已經迅速成為主力球員，成為隊中一位可靠的後衛及任意球專家。越加成熟的捷禾獲當時的領隊朗奴高文重用，2001年當時只有21歲的他接替阿隆·温特成為阿積士歷史上最年輕的隊長，當時阿積士遇上新舊交接的時候，捷禾帶領下阿積士成績突出，在史奈達、米度、雲達美迪、伊巴謙莫域、希丁加、麥士維及雲達華治多名年青球員協助下奪得2001-02年荷蘭甲組聯賽冠軍及荷蘭盃冠軍，翌年阿積士成功闖入八強迎戰AC米蘭，可惜作客聖西路球場時在比賽末段被湯馬臣絕殺無緣出線四強。

### 羅馬
不斷傳出有歐洲大球會希望收購捷禾，當中傳得最多的是AC米蘭希望捷禾能夠成為前意大利國家隊隊長馬甸尼的接班人，可是他最終在2003年夏天以1,800萬歐元加盟羅馬。在羅馬首場處子戰就展示了他美妙的脚法，上半場15分鐘他在没有助跑的情况下突然起脚，為羅馬攻入二比零，最終羅馬以5：0大勝布雷西亚。捷禾在羅馬的首個賽季表現非常穩定，與彭路基、簡迪拿及森美爾配合下當屆意大利甲組聯賽只丟了19球，幫助羅馬以第二名完成2003-04年意大利甲組聯賽。捷禾擁有穩健的防守技術，但不斷的傷患限制了他的上陣機會。2007年他協助羅馬擊敗國際米蘭奪得意大利盃冠軍，及後國際米蘭、皇家馬德里及巴塞隆拿都有意邀請這位羅馬尼亞國腳加盟，最終捷禾選擇繼續留在意大利發展加盟國際米蘭。

### 國際米蘭
2007年7月27日，捷禾以1,600萬歐元由羅馬加盟國際米蘭，轉會費包括300萬歐元馬爾科·安德雷奧利的一半所有权。身穿26號球衣的捷禾在首個球季就成功取得意大利甲組聯賽冠軍。
在2009-10賽季意甲第十八輪迎戰基爾禾時，與對方球員塞爾吉奧·佩利西耶爭球時導致顱骨嚴重骨折，由於骨折傷及腦部一度生命危殆，本以為捷禾因而提早「收咧」，幸好他養傷大約兩個月後的3月24日復出，但他自此以後落場時須戴頭套保護自己。一個月後，捷禾對阿特蘭大時攻入效力國際米蘭的第一個進球，國際米蘭及後表現出色，先後奪得意甲及意大利盃冠軍。2010年5月22日，捷禾更於歐聯決賽正選上陣以二比零擊敗拜仁慕尼黑，為國際米蘭首度完成三冠王。
雖然捷禾憑藉强悍的意志力成功重返球場，但他的比賽狀態却出现嚴重的下滑，加上一直受到腳傷的困擾，斷斷繼繼的傷患無法繼續為國際米蘭比賽，自2013-14賽季開始沒有再上陣比賽，他最後一次代表國際米蘭上陣為2013年5月5日意甲對拿玻里。2014年3月31日，捷禾原定與球會在季尾約滿決定提前與國際米蘭解約，並且宣佈退役。

## 國家隊
1999年，已經是羅馬尼亞U21主力的捷禾首度入選羅馬尼亞國家隊大軍，同年8月18日作客塞浦路斯首次代表羅馬尼亞上陣。翌年，只為國家隊上陣4場比賽的捷禾就入選2000年歐洲國家盃，在分組賽階段最後一場迎戰英格蘭，捷禾於22分鐘為羅馬尼亞先開紀錄，不單在大賽首次攻入國家隊首個入球，並且意外地以三比二擊敗英格蘭，歷史性首次晉身歐洲國家盃八強，可惜八強階段以零比二不敵意大利。
2000年過後捷禾成為羅馬尼亞國家隊的核心球員，2001年3月28日以21歲之齡首次成為國家隊隊長。捷禾帶領羅馬尼亞之下有穩定的表現，但球隊始終無次再次踏足大賽。2002年世界盃外圍賽成功晉級附加賽但不敵斯洛文尼亞；2004年歐洲國家盃外圍賽與挪威同樣取得十四分，但因為對賽成績不及對手而無法出線附加賽；2006年世界盃外圍賽以兩分之差排於捷克之後列第三名。2008年歐洲國家盃外圍賽，羅馬尼亞表現超出水準，並且壓倒荷蘭出線參加2008年歐洲國家盃決賽週。
在2008年歐洲國家盃決賽週，羅馬尼亞不幸地編入「死亡之組」，對手包括法國、意大利及荷蘭，法國及意大利在兩年前的世界盃冠軍及亞軍。羅馬尼亞在分組賽沒有被法國及意大利擊敗，最後一場以零比二不敵荷蘭出局。2011年5月21日，30歲的捷禾決定退出國家隊。

### 國家隊入球
| 日期          | 地點               | 對手   | 比數 | 入球 | 賽事\                  |
| ------------- | ------------------ | ------ | ---- | ---- | ---------------------- |
| 2000年6月20日 | 比利時，沙勒羅瓦   | 英格兰 | 3–2  | 1    | 2000年歐洲國家盃       |
| 2002年9月7日  | 波斯尼亞，塞拉耶佛 |        | 3–0  | 1    | 2004年歐洲國家盃外圍賽 |
| 2004年3月31日 | 蘇格蘭，格拉斯哥   | 苏格兰 | 2–1  | 1    | 友誼賽                 |

## 個人生活
基伏能操羅馬尼亞語、意大利語、西班牙語及荷蘭語。
基伏於2008年與電視主持人Adelina Elisei結婚。2009年2月12日，Elisei誕下第一個女兒名叫Natalia。

## 球員生涯數據
| 球會                  | 賽季    | 聯賽 | 聯賽 | 盃賽 | 盃賽 | 歐洲賽 | 歐洲賽 | 其他 | 其他 | 總數 | 總數 |
| 球會                  | 賽季    | 上陣 | 入球 | 上陣 | 入球 | 上陣   | 入球   | 上陣 | 入球 | 上陣 | 入球 |
| --------------------- | ------- | ---- | ---- | ---- | ---- | ------ | ------ | ---- | ---- | ---- | ---- |
| FCM Reșița            | 1996–97 | 1    | 0    | 0    | 0    | –      | –      | –    | –    | 1    | 0    |
| FCM Reșița            | 1997–98 | 23   | 2    | 1    | 0    | –      | –      | –    | –    | 24   | 2    |
| FCM Reșița            | 總數    | 24   | 2    | 1    | 0    | –      | –      | –    | –    | 25   | 2    |
| Universitatea Craiova | 1998–99 | 26   | 3    | 2    | 0    | –      | –      | –    | –    | 28   | 3    |
| Universitatea Craiova | 1999–00 | 6    | 0    | 0    | 0    | –      | –      | –    | –    | 6    | 0    |
| Universitatea Craiova | 總數    | 32   | 3    | 2    | 0    | –      | –      | –    | –    | 34   | 3    |
| 阿積士                | 1999–00 | 23   | 1    | 1    | 0    | 4      | 0      | –    | –    | 28   | 1    |
| 阿積士                | 2000–01 | 26   | 5    | 0    | 0    | 4      | 0      | –    | –    | 30   | 5    |
| 阿積士                | 2001–02 | 32   | 1    | 4    | 0    | 6      | 0      | –    | –    | 42   | 1    |
| 阿積士                | 2002–03 | 26   | 6    | 3    | 0    | 12     | 0      | 1    | 0    | 42   | 6    |
| 阿積士                | 總數    | 107  | 13   | 8    | 0    | 26     | 0      | 1    | 0    | 142  | 13   |
| 羅馬                  | 2003–04 | 22   | 2    | 2    | 0    | 4      | 0      | –    | –    | 28   | 2    |
| 羅馬                  | 2004–05 | 10   | 2    | 4    | 0    | 1      | 0      | –    | –    | 15   | 2    |
| 羅馬                  | 2005–06 | 27   | 2    | 7    | 0    | 4      | 0      | –    | –    | 38   | 2    |
| 羅馬                  | 2006–07 | 26   | 0    | 7    | 0    | 8      | 0      | 1    | 0    | 42   | 0    |
| 羅馬                  | 總數    | 85   | 6    | 20   | 0    | 17     | 0      | 1    | 0    | 123  | 6    |
| 國際米蘭              | 2007–08 | 26   | 0    | 3    | 0    | 6      | 0      | 1    | 0    | 37   | 0    |
| 國際米蘭              | 2008–09 | 21   | 0    | 3    | 0    | 2      | 0      | 1    | 0    | 26   | 0    |
| 國際米蘭              | 2009–10 | 20   | 1    | 3    | 0    | 9      | 0      | 1    | 0    | 33   | 1    |
| 國際米蘭              | 2010–11 | 24   | 1    | 3    | 0    | 6      | 0      | 4    | 0    | 37   | 1    |
| 國際米蘭              | 2011–12 | 14   | 0    | 1    | 0    | 6      | 0      | 1    | 0    | 22   | 0    |
| 國際米蘭              | 2012–13 | 10   | 1    | 2    | 0    | 3      | 0      | 0    | 0    | 15   | 1    |
| 國際米蘭              | 總數    | 115  | 3    | 15   | 0    | 32     | 0      | 8    | 0    | 168  | 3    |
| 總數                  | 總數    | 358  | 27   | 44   | 0    | 74     | 0      | 9    | 0    | 486  | 27   |

## 榮譽

### 球會
阿積士
- 荷蘭甲組足球聯賽冠軍（1次）: 2001–02
- 荷蘭盃冠軍（1次）: 2001–02
- 荷蘭超級盃（1次）: 2002年

 羅馬
- 意大利盃冠軍（1次）: 2006–07

 國際米蘭
- 意大利甲組足球聯賽冠軍（3次）: 2007–08，2008–09，2009–10
- 意大利盃冠軍（2次）: 2009–10，2010–11
- 意大利超級盃冠軍（2次）: 2008年，2010年
- 歐洲聯賽冠軍盃（1次）: 2009–10
- 世界冠軍球會盃（1次）: 2010年

### 個人
- 荷蘭最佳足球員：2002年
- 羅馬尼亞足球先生：2002年，2009年，2010年
- 欧洲足联年度最佳阵容：2002年

## 來源
1. ↑  . The Rec.Sport.Soccer Statistics Foundation.   [2014-05-18]. （原始内容存档于2020-10-17）.
2. ↑  . 星島日報=.   [2014-05-19]. （原始内容存档于2019-09-18）.
3. ↑   (PDF). AS Roma. 2003年7月8日  [2011年9月4日] （意大利语）.[永久]
4. ↑  . FIFA. 2007年7月25日  [2014年5月19日]. （原始内容存档于2014年5月20日）.
5. ↑  . ESPN.   [2007年6月27日]. （原始内容存档于2012年10月26日）.
6. ↑  . Sky Sports.   [2007年6月23日]. （原始内容存档于2016年7月1日）.
7. ↑  CESSIONE DEL DIRITTO ALLE PRESTAZIONI SPORTIVE DEL CALCIATORE CRISTIAN EUGEN CHIVU （页面存档备份，存于） AS Roma, 2007年7月27日
8. ↑  .   [28 July 2007]. （原始内容存档于2008-02-10）.
9. ↑  . Quotidiano.net. 6 January 2010  [2014-05-19]. （原始内容存档于2010-01-09） （意大利语）.
10. ↑  . inter.it. 6 January 2010  [2014-05-19]. （原始内容存档于2012-10-10）.
11. ↑  .   [2014-05-19]. （原始内容存档于2014-04-18）.
12. ↑  .   [2014-05-19]. （原始内容存档于2019-12-05）.
13. ↑  . Inter.it.   [2011年5月21日]. （原始内容存档于2012年10月12日）.
14. ↑  Roberto Rosetti appointed for Milan derby （页面存档备份，存于） inter.it, 2009年2月13日

## 外部連結
- 球員資料 （页面存档备份，存于）
- UEFA球員資料 （页面存档备份，存于）
- Cristian Chivu – FIFA國際賽競賽紀錄 (存檔)